# Sibilla di Normandia
Sybilla di Normandia (Domfront, 1092 circa – Isola delle donne, 12/13 luglio 1122) è stata regina consorte di Scozia dal 1107 alla sua morte.

## Origine
Secondo il cronista e monaco benedettino dell'abbazia di Malmesbury, nel Wiltshire (Wessex), Guglielmo di Malmesbury, la moglie del re di Scozia, Alessandro I, era una delle figlie illegittime del re d'Inghilterra e duca di Normandia, Enrico I Beauclerc, e che si chiamasse Sybilla, ci viene confermato dal documento n° XXXVI, datato 1120, delle Early Scottish Charters, in cui Sybilla viene citata come regina di Scozia, figlia di Enrico I (Sibilla regina Scottorum filia Henrici regis Angliæ); mentre la madre di Sybilla, come conferma (due volte) l'appendice del Complete Peerage XI (non consultata) è Sibilla Corbet d'Alcester (ca. 1077- † dopo il 1157), figlia del Connestabile di Warwick, Roberto Corbet d'Alcester e della sua prima moglie, di cui non si conoscono né il nome né gli ascendenti. 
Enrico i Beauclerc, sia secondo il monaco e cronista normanno Guglielmo di Jumièges, autore della sua Historiæ Normannorum Scriptores Antiqui, che Guglielmo di Malmesbury, il monaco e cronista inglese, Orderico Vitale, e il cronista e monaco benedettino inglese, Matteo di Parigi, era il figlio maschio quartogenito del duca di Normandia e re d'Inghilterra, Guglielmo il Conquistatore e di Matilde delle Fiandre (1032 - 1083).

## Biografia
Sybilla fu la prima figlia illegittima di Enrico I d'Inghilterra ed era nata nel 1092 circa, a Domfront, in Normandia e da parte di madre pare discendesse da Roberto di Mortain, conte di Mortain e di Cornovaglia.
Nel 1107, come ci conferma Guglielmo di Malmesbury fu data in sposa ad Alessandro I, re di Scozia, che secondo lo storico e presbitero scozzese, Giovanni di Fordun, nel suo John of Fordun's Chronicle of the Scottish nation, era figlio del re di Scozia, Malcolm III e della sua seconda moglie, Margherita del Wessex (Ungheria, 1045 – 16 novembre 1093), che secondo il The Chronicles of Florence of Worcester with two continuations era figlia del principe Edoardo (figlio del re d'Inghilterra, Edmondo II, che secondoOrderico Vitale, discendeva da Alfredo il Grande e quindi dal primo re d'Inghilterra, Egberto del Wessex) e di Agata, che, sempre secondo il The Chronicles of Florence of Worcester with two continuations era nipote dell'imperatore del Sacro Romano Impero, Enrico II (daughter of the brother of Emperor Henry), mentre secondo la Chronica Albrici Monachi Trium Fontium era la sorella della regina d'Ungheria (Agatham regine Hunorem sororem), mentre per Orderico Vitale era figlia del re d'Ungheria; Margherita era la sorella di Edgardo Atheling, ultimo discendente del Casato dei Wessex e pretendente alla corona d'Inghilterra.
Malcolm III di Scozia, secondo il Mariani Scotti Chronicon, era figlio del re di Scozia, Duncan I e della moglie Sibilla di Nortumbria, che ancora secondo Giovanni di Fordun, era la cugina del Conte di Northumbria, Siward.
Sibilla partecipò alla fondazione dell'Abbazia di Scone, che avvenne verso il 1114, come risulta dall'atto di fondazione di Alessandro I del Liber Ecclesie de Scon, Munimenta Vetustiora Monasterii Sancte Trinitatis et Sancti Michaelis de Scon.
Sibilla viene citata ancora nel documento XLIX delle Early Scottish Charters, in cui si fa riferimento a suo fratello Guglielmo (Willelmus frater reginae).
Morì il 12 o il 13 luglio, 1122, sulla piccola isola di Eilean nam Ban (l'"Isola delle donne sante") nel Loch Tay, Perthshire, e Alessandro fondò un monastero sull'isola in sua memoria. La morte di Sybilla è riportata dalla Extracta ex Cronicis Scocie (Sibilla illustris regina Scocie, uxor regis Alexandri, filia Henrici Beuclerk regis Anglie, apud Lochtay cellam canonicorum de Scona obiit anno Domini Mcxxij).
Guglielmo di Malmesbury riporta che Alessandro I non pianse molto per la perdita della moglie aggiungendo che la donna aveva qualche difetto sia per il suo comportamento che per l'eleganza della persona.
La regina, secondo alcune fonti è stata sepolta nella Dunfermline Abbey, Fife, mentre secondo altri, nella stessa isola.

## Figli
Sybilla ad Alessandro non diede figli, come ci conferma Guglielmo di Malmesbury (no issue that I know).

## Ascendenza
|                           |   |                        | Genitori                |  |  | Nonni |  |  | Bisnonni               |  |  | Trisnonni                |  |
|                           |   |                        |                         |  |  |       |  |  | Roberto I di Normandia |  |  | Riccardo II di Normandia |  |
|                           |   |                        |                         |  |  |       |  |  | Roberto I di Normandia |  |  | Riccardo II di Normandia |  |
|                           |   | Giuditta di Bretagna   |                         |  |  |       |  |  | Roberto I di Normandia |  |  |                          |  |
| Guglielmo I d'Inghilterra |   |                        |                         |  |  |       |  |  | Roberto I di Normandia |  |  |                          |  |
|                           |   | Herleva                | Fulbert di Falaise      |  |  |       |  |  |                        |  |  |                          |  |
|                           |   | Herleva                | Fulbert di Falaise      |  |  |       |  |  |                        |  |  |                          |  |
|                           |   | Herleva                | Duda                    |  |  |       |  |  |                        |  |  |                          |  |
| Enrico I d'Inghilterra    |   | Herleva                |                         |  |  |       |  |  |                        |  |  |                          |  |
|                           |   | Baldovino V di Fiandra | Baldovino IV di Fiandra |  |  |       |  |  |                        |  |  |                          |  |
|                           |   | Baldovino V di Fiandra | Baldovino IV di Fiandra |  |  |       |  |  |                        |  |  |                          |  |
|                           |   | Baldovino V di Fiandra | Ogiva di Lussemburgo    |  |  |       |  |  |                        |  |  |                          |  |
| Matilde delle Fiandre     |   | Baldovino V di Fiandra |                         |  |  |       |  |  |                        |  |  |                          |  |
|                           |   | Adele di Francia       | Roberto II di Francia   |  |  |       |  |  |                        |  |  |                          |  |
|                           |   | Adele di Francia       | Roberto II di Francia   |  |  |       |  |  |                        |  |  |                          |  |
|                           |   | Adele di Francia       | Costanza d'Arles        |  |  |       |  |  |                        |  |  |                          |  |
| Sybilla di Normandia      |   | Adele di Francia       |                         |  |  |       |  |  |                        |  |  |                          |  |
|                           | … | …                      |                         |  |  |       |  |  |                        |  |  |                          |  |
|                           | … | …                      |                         |  |  |       |  |  |                        |  |  |                          |  |
|                           | … | …                      |                         |  |  |       |  |  |                        |  |  |                          |  |
| Roberto Corbet d'Alcester | … |                        |                         |  |  |       |  |  |                        |  |  |                          |  |
|                           |   | …                      | …                       |  |  |       |  |  |                        |  |  |                          |  |
|                           |   | …                      | …                       |  |  |       |  |  |                        |  |  |                          |  |
|                           |   | …                      | …                       |  |  |       |  |  |                        |  |  |                          |  |
| Sibilla Corbet d'Alcester |   | …                      |                         |  |  |       |  |  |                        |  |  |                          |  |
|                           |   | …                      | …                       |  |  |       |  |  |                        |  |  |                          |  |
|                           |   | …                      | …                       |  |  |       |  |  |                        |  |  |                          |  |
|                           |   | …                      | …                       |  |  |       |  |  |                        |  |  |                          |  |
| …                         |   | …                      |                         |  |  |       |  |  |                        |  |  |                          |  |
|                           |   | …                      | …                       |  |  |       |  |  |                        |  |  |                          |  |
|                           |   | …                      | …                       |  |  |       |  |  |                        |  |  |                          |  |
|                           |   | …                      | …                       |  |  |       |  |  |                        |  |  |                          |  |
|                           |   | …                      |                         |  |  |       |  |  |                        |  |  |                          |  |

### Fonti primarie
- (LA)  Early Scottish Charters.
- (EN)  John of Fordun's Chronicle of the Scottish nation.
- (LA)  Extracta e variis cronicis scocie.
- (LA)  Monumenta Germaniae Historica, Scriptores, tomus V.
- (LA)  Monumenta Germaniae Historica, Scriptores, tomus XIII.
- (LA)  Ordericus Vitalis, Historia Ecclesiastica, vol. II.
- (LA)  Ordericus Vitalis, Historia Ecclesiastica, vol. III, liber VI - IX.
- (LA)  Ordericus Vitalis, Historia Ecclesiastica, vol. unicum.
- (LA)  Matthæi Parisiensis, monachi Sancti Albani, Chronica majora, vol I.
- (EN)  The Chronicles of Florence of Worcester with two continuations.
- (EN)  Chronicle of the Kings of England: From the Earliest Period to the Reign, of king William's children.
- (LA)  Historiæ Normannorum Scriptores Antiqui.

### Letteratura storiografica
- William John Corbett, Inghilterra, 1087-1154, cap. II, vol. VI (Declino dell'impero e del papato e sviluppo degli stati nazionali) della Storia del Mondo Medievale, 1999, pp. 56–98.